# فشیش (روستا)
 فشیش  (در عربی:  فَشَیش)
نام روستایی است در دهستان بَنُو فایَش از توابع استان جَوف در کشور یمن در شبه جزیره عربستان.

## جمعیت
جمعیت آن (۲۰۱) نفر (۱۳ خانوار) می‌باشد.